# Apistogramma trifasciata
Apistogramma trifasciata és una espècie de peix de la família dels cíclids i de l'ordre dels perciformes.

## Morfologia
Els mascles poden assolir els 3,8 cm de longitud total.

## Distribució geogràfica
Es troba a Sud-amèrica: tram brasiler del riu Amazones, conca del riu Paranà al Brasil i Paraguai, i tram mitjà del riu Paranà a l'Argentina.